# Georges Corvington
Georges Corvington est un écrivain et historien haïtien né à Port-au-Prince en 6 novembre 1926 et mort dans la même ville le 3 avril 2013,.

## Biographie
Licencié en droit, il est l'auteur d'une somme sur l'histoire de sa ville, Port-au-Prince.
Président de la Société d’Histoire et de Géographie, il est décoré du Trésor National Vivant en janvier 2009.

## Œuvre
- Port-au-Prince au cours des ans, vol. 1, La Ville coloniale. 1743-1789, Port-au-Prince, Haïti, Éditions Henri Deschamps, 1975, 213 p. (BNF 34834650)
- Port-au-Prince au cours des ans, vol. 2, Sous les assauts de la Révolution. 1789-1804, Port-au-Prince, Haïti, Éditions Henri Deschamps, 1972, 250 p. (BNF 34834651)
- Port-au-Prince au cours des ans, vol. 3, La Métropole haïtienne du XIXe siècle. 1804-1888, Port-au-Prince, Haïti, Éditions Henri Deschamps, 1975, 312 p. (BNF 34834652)
- Port-au-Prince au cours des ans, vol. 4, La Métropole haïtienne du XIXe siècle. 1888-1915, Port-au-Prince, Haïti, Éditions Henri Deschamps, 1977, 326 p. (BNF 34834653)
- Port-au-Prince au cours des ans, vol. 5, La Capitale d'Haïti sous l'Occupation. 1915-1922, Port-au-Prince, Haïti, Éditions Henri Deschamps, 1984, 317 p. (BNF 34834654)
- Port-au-Prince au cours des ans, vol. 6, La Capitale d'Haïti sous l'Occupation. 1922-1934, Port-au-Prince, Haïti, Éditions Henri Deschamps, 1987, 322 p. (BNF 34961719)
- Port-au-Prince au cours des ans, vol. 7, La ville contemporaine. 1934-1950, Port-au-Prince, Haïti, Éditions Henri Deschamps, 1991, 354 p.  (ISBN 978-2-89454-231-6)
- Port-au-Prince au cours des ans, vol. 8, La ville contemporaine. 1950-1956, Port-au-Prince, Haïti, Éditions Henri Deschamps, 2009, 288 p.  (ISBN 978-99935-734-6-3)
- Pages de jeunesse, Port-au-Prince, Haïti, Éditions Henri Deschamps, 1951, 93 p.
- Le Palais national de la République d'Haïti, Port-au-Prince, Haïti, Éditions Henri Deschamps, 2003, 136 p.  (ISBN 99935-2-343-7)